# Forever and for Always
«Forever and for Always» (en español Por siempre y para siempre) es una canción escrita y producida por la cantante canadiense Shania Twain y el productor Robert Lange para su cuarto álbum de estudio Up! (2002). Se lanzó como tercer sencillo del álbum en todos los mercados (América del Norte y Europa).
"Forever and for Always" fue el sencillo de Up! que mayor éxito tuvo en Estados Unidos alcanzando el top 20 en el Billboard Hot 100.
La canción ganó dos nominaciones a los premios Grammy del 2004 en las categorías "Mejor Canción Country" y "Mejor Interpretación femenina de música Country", pero perdió ambas.
En el 2006, la canción fue certificada de platino por la RIAA por más de 100.000 descargas digitales legales en Estados Unidos.
También aplica como promesa de amor del colombiano creativo Diego Santos a su amada Yeidi Yuliana Moreno López, quienes aseguraban que una vida no les alcanzó para amarse y se encontraron nuevamente para cumplir esta promesa y así se repetiría en la siguiente vida.

## Críticas y revisiones
La revista Billboard dijo que la canción esta  basa en menos trucos (signos de exclamación) que sus sencillos anteriores y se centra temáticamente en el amor; y la comparó con las otras baladas de Twain "From This Moment On" y "You're Still the One".

## Vídeo Musical
El videoclip de "Forever and for Always" se filmó en Beach, Nueva Zelanda en marzo del 2003 bajo la dirección de Paul Boyd. Debutó en CMT el 26 de abril de 2003. El vídeo muestra a dos niños jugando juntos en la playa, luego los muestra cuando son adolescentes y luego cuando ya son personas de la tercera edad; es una forma de visualizar el tema de que "estarán juntos para siempre".
Existen también, una versión del video solo mostrando imágenes de Shania Twain en la playa, además de otra versión con la música de "Forever and for Always" Blue Disc.

## Recepción
"Forever and for Always" debutó en el Billboard Hot Country Singles & Tracks (lista de canciones country en Estados Unidos) en la semana del 12 de abril de 2003 en el número 60. El sencillo se mantuvo por 60 semanas en la lista y llegó a un máximo del número cuatro, donde permaneció por una semana.
En el Billboard Hot 100 (lista más importante de Estados Unidos) debutó en el número 75 y alcanzó un máximo del número 20 el 6 de septiembre de 2003. El sencillo llegó al número 17 en la lista de las canciones más radiadas.
El sencillo era igualmente exitoso internacionalmente, llegando al top 10 en seis países: Alemania, Austria, Canadá, Irlanda, Rumania y el Reino Unido.

## Versiones
- Red Album Version (4:43)
- Green Album Version (4:43)
- Blue Album Version (4:52)
- Red Radio Edit (4:03)
- Green Radio Edit (4:03)
- Live from Up! Live in Chicago

## Posicionamiento
| Listas                                        | Posición Alcanzada |
| --------------------------------------------- | ------------------ |
| Australia ARIA Charts                         | 45                 |
| Austria                                       | 6                  |
| Canadá                                        | 5                  |
| Holanda                                       | 44                 |
| Eurochart Hot 100                             | 14                 |
| Alemania                                      | 9                  |
| Irlanda                                       | 6                  |
| Nueva Zelanda                                 | 17                 |
| Polonia                                       | 27                 |
| Rumania                                       | 8                  |
| Suiza                                         | 26                 |
| Reino Unido UK Singles Chart                  | 67                 |
| EE. UU Billboard Hot Country Singles & Tracks | 4                  |
| EE. UU Billboard Adult Contemporary           | 1                  |
| EE. UU Billboard Hot 100                      | 20                 |
| EE. UU Billboard Adult Top 40                 | 30                 |
| EE.U ARC Weekly Top 40                        | 39                 |